# كدب في كدب (فلم)
كدب في كدب فيلم مصري تم إنتاجه عام 1944، إخراج توجو مزراحي وبطولة ببا عز الدين وأنور وجدي.

## فريق العمل
- ببا عز الدين
- أنور وجدي
- ميمي شكيب
- بشارة واكيم
- ماري منيب
- حسن فايق
- محمد الديب
- محمد عبد المطلب

## روابط خارجية
- مقالات تستعمل روابط فنية بلا صلة مع ويكي بيانات